# Dominique Barbéris
Dominique Barbéris (1958) es una novelista, francesa, autora de estudios literarios y docente universitaria, es especialista en estilística y tiene a cargo diversos talleres de escritura y creación literaria.

## Biografía
Nació en 1958 en Camerún en el seno de una familia francesa, originaria de Nantes, que partió hacia África, Dominique Barbéris, después de una infancia en Bruselas y luego en Nantes, estudió en la Escuela Normal Superior (1978) y en la Universidad de la Sorbona.
Diplomada en letras modernas, comienza a trabajar en el Liceo de Boulogne-Billancourt antes de hacerlo en una compañía de seguros como responsable de comunicaciones; materia que enseñará luego en varias escuelas. Seguidamente se desempeñará como docente en la Universidad de París IV, Universidad de la Sorbona, en la UFR (Unidad de Formación e investigación) de idioma francés, donde enseñará lenguas extranjeras aplicadas, y animará cursos de estilística y talleres de escritura novelesca.
Autora de once novelas y cuentos, dedica gran parte de su actividad a la escritura.

## Novelista
Publicó su primera novela con Arléa en 1996 antes de incorporarse a Gallimard en 1998.
Sus primeras novelas o cuentos se caracterizan por la descripción de atmósferas provincianas o infantiles. En "Los canguros" (Les Kangourous) y Algo que esconder, luego en Beau Rivage, aparece un tipo de trama basada en el miedo, con asesinatos o desapariciones inquietantes como tema subyacente. Pero este pretexto policial, aunque muy elaborado, sirve sobre todo para magnificar los paisajes y las sensaciones. Con "La vida en los márgenes" (La vie en marge) , la historia de detectives se combina con una evocación del abandono social, cuyas cuestiones metafísicas el novelista deja brillar. La calidad de la redacción de esta novela fue elogiada por los diarios nacionales franceses y suizos.
Su novena novela, "El año de la educación sentimental", una breve trama a puerta cerrada, marca una inflexión en su producción, con personajes situados al borde de un abismo, confrontados con sus recuerdos y, siempre, paisajes, sensaciones, descripción : obtuvo el premio Jean-Freustié / Fundación de Francia 2018.
En septiembre de 2019 publicó su décima novela en Arléa, su primera editorial: Un dimanche à Ville d'Avary, (publicado en español por Libros del Asteroide : Un domingo en Ville-d'Avray), cuyo título recuerda al de una película de Serge Bourguignon, Cybèle ou les Dimanches de Ville d'Avray, Premios Óscar a la mejor película extranjera en Estados Unidos en 1963. Una mujer visita a su hermana mayor en Ville-d’Avray, una apacible zona residencial a las afueras de París. Sus vidas han seguido caminos muy distintos y han perdido la complicidad de su niñez, pero ese domingo al atardecer, en el jardín, resurgirán inesperadamente las confidencias; su hermana le contará la breve e inquietante relación que tuvo con un desconocido, todavía presente en su pensamiento pese a los años transcurridos. Comparado en Francia con Patrick Modiano por los críticos (en palabras de Le Monde «Un texto inquietante sobre la memoria y los rasguños del arrepentimiento.») que destacaron la gracia de esta obra y la elegancia de su escritura, aparece en las selecciones de premio Goncourt y  Femina para la temporada literaria de 2019.La traducción al español llamó la atención de críticos españoles como La Razón y La Nueva España, y Dominique Barbéris fue invitada al Festival Capítulo uno de Madrid en 2021.
En agosto de 2023, publicó con Gallimard "Un modo de amar" (Une façon d'aimer): Madeleine, una belleza discreta y melancólica de los años 50, abandona su Bretaña natal para seguir a su marido a Camerún y se encuentra inmersa en un mundo extranjero, violento y magnífico. En Douala, durante un baile en la Delegación, se enamoró de Yves Prigent, mitad administrador, mitad aventurero. Pero la descolonización está en marcha y anuncia el final del juego... Tendida entre la provincia de posguerra y un África soñada, esta ficción escrita tras la muerte de su padre a finales de 2019 está dedicada a su memoria. Aclamado por la crítica francesa  (un favorito de Elle, un libro ineludible de L'Express, Télérama, Le Figaro, una novela perfecta Le Monde.), a principios de septiembre. , la novela ganó el premio de los libreros de Nancy - Le Point 2023 y el Gran Premio de Novela de la Academia Francesa 2023, el primer gran premio de la temporada literaria en Francia. También fue seleccionado en la primera selección del premio Femina, en la segunda selección del premio Goncourt y finalista del premio Médicis.

## Traducido en siete países
Además de en España, su obra de ficción ha sido traducida en Estados Unidos, Reino Unido e Irlanda, donde fue publicada por The Times y el Irish Times, en Alemania, Polonia, Grecia y Lituania.
Su obra novelística ha sido objeto de estudios académicos o estilísticos, en particular por parte del crítico académico y literario Jean-Pierre Richard.

## Universidad
Facilitadora de los Talleres de escritura de novelas en la Universidad de la Sorbona, publicó con el servicio cultural, en Éditions Sillage, 14 opus de Prose en Sorbonne, Talleres de escritura de Dominique Barbéris, correspondientes, cada año, a los mejores textos producidos por sus alumnos.
Miembro del comité de lectura de la revista Europa, ha publicado numerosos artículos críticos, estudios literarios (incluido un estudio de estilo Parataxis en la escritura de Annie Ernaux. Para una escritura fotográfica de la realidad dedicado a la escritora Annie Ernaux) y prefacios (incluidos tres recientes dedicados a clásicos de la literatura inglesa: Emma de Jane Austen, Un cuento de Navidad de Charles Dickens y Jane Eyre de Charlotte Brontë).
Caballero de la Legión de Honor en 2008.
En 2009, Dominique Barbéris, junto a otros cinco escritores: Maryline Desbiolles, Gila Lustiger, Anne-Marie Garat, François Reynaert y Vassili Alexakis fueron los seis escritores escogidos por el Museo del Louvre para producir un texto inspirado en alguna obra, para ser luego leído en voz alta junto a las correspondientes esculturas o cuadros que originaron sus inspiraciones.

### Literatura
- La Ville 1996
- L'Heure exquise 1998 - Premio Marianne
- Le Temps des dieux 2000
- Les Kangourous 2002 - adaptada al cine en 2005 por Anne Fontaine bajo el título: Entre ses mains
- Ce qui s'enfuit 2005
- Quelque chose à cacher 2007 - Premio Deux Magots, 2008 et Premio de la ciudad de Nantes 2008
- Beau Rivage, 2010
- La Vie en marge, Éditions Gallimard, 2014
- L'Année de l'éducation sentimentale, Éditions Gallimard, 2018 – Prix Jean-Freustié 2018.
- Un dimanche à Ville-d'Avray, Arléa, 2019 y Éditions Gallimard, coll. « Folio » 2021.
- Une façon d'aimer , Éditions Gallimard,  2023 -  Gran Premio de Novela de la Academia Francesa 2023.

### Estudios Literarios y prefacios
- Chateaubriand 1994
- Un roi sans divertissement : introducción a la obra de Jean Giono 1991
- Langue et littérature : Antología siglos XIX y XX, (con D. Rincé) 1992
- Je suis aussi..., presentación de la poesía de Carlos Alvarado Larroucau, 200